# نصف‌النهار ورشو

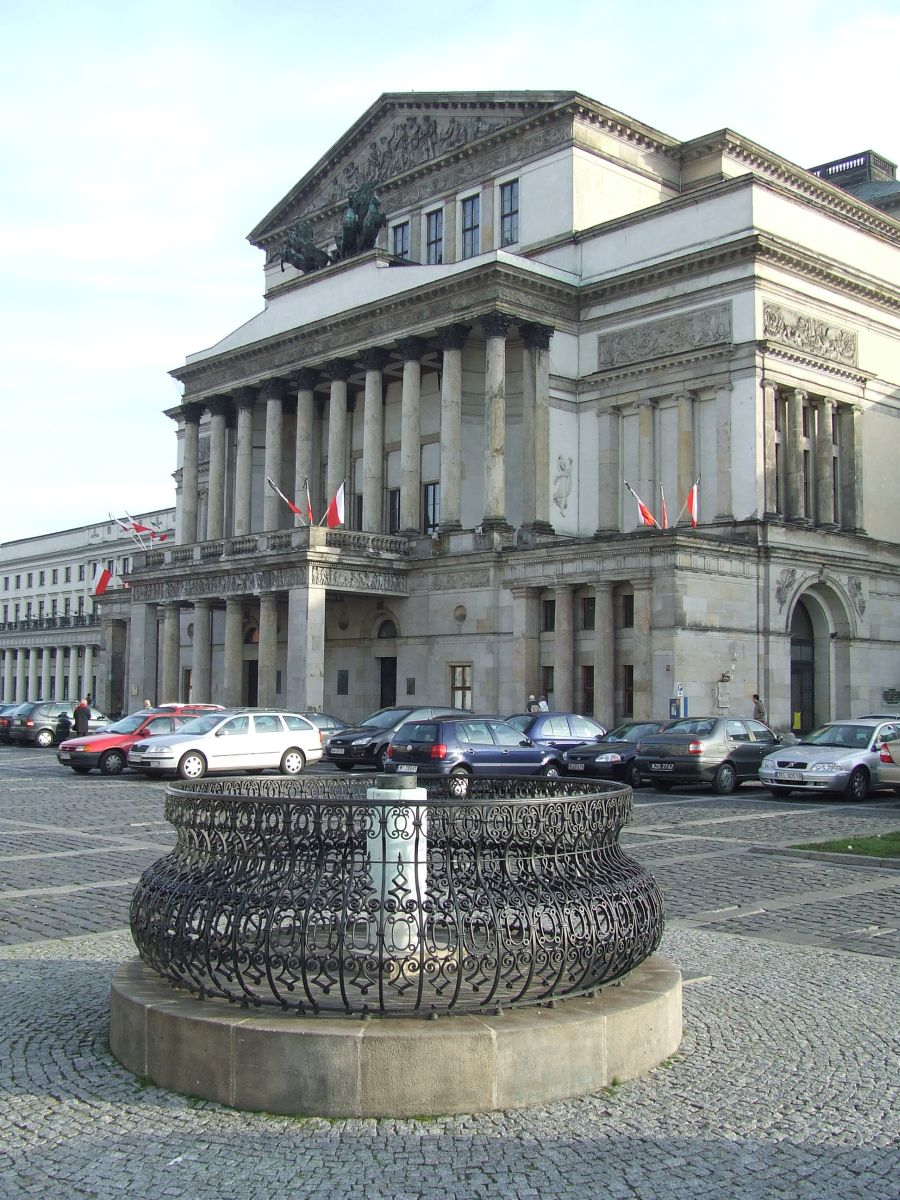
نصف‌النهار ورشو

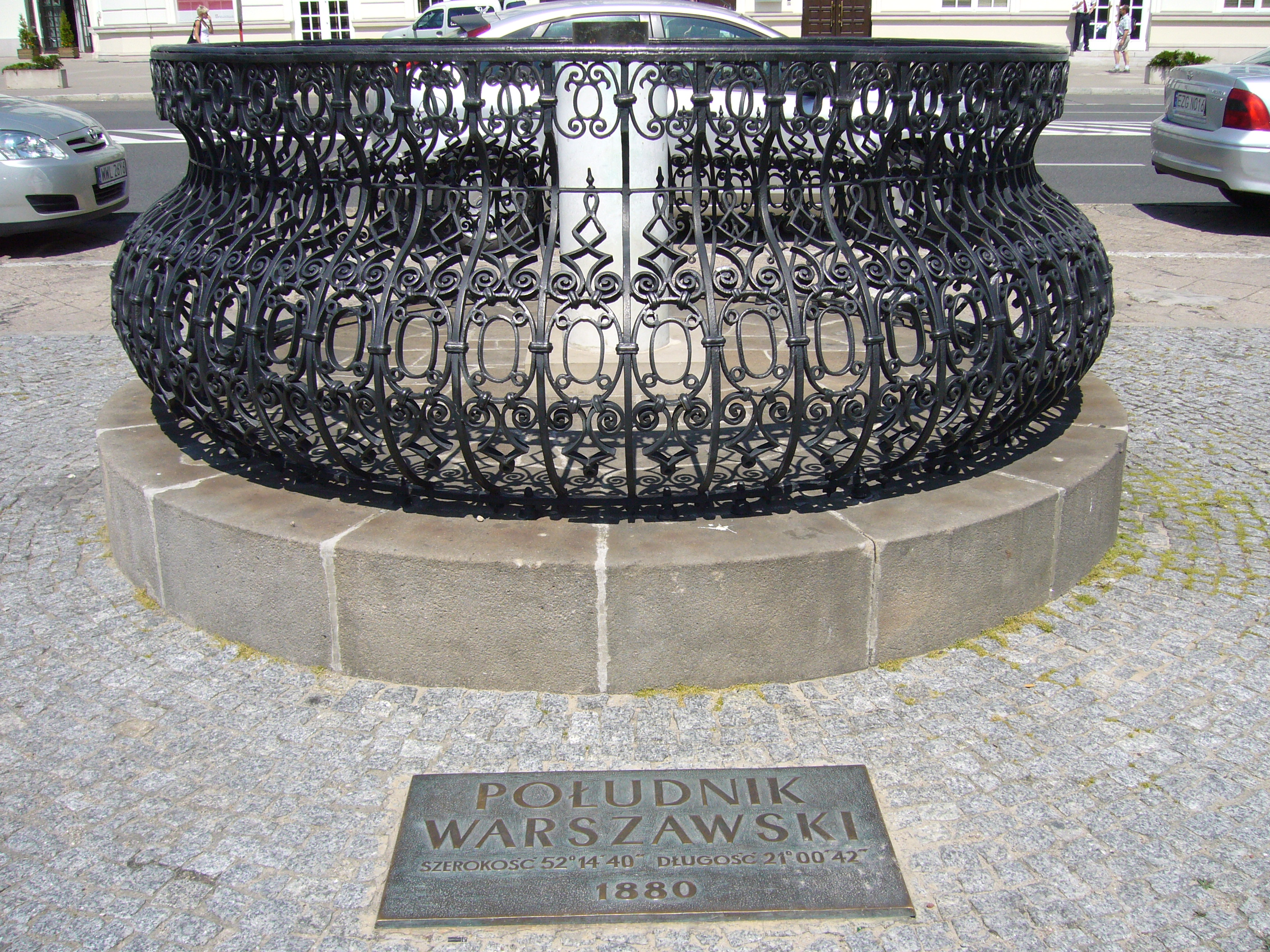
یادمان فلزی که در باره نصف‌النهار ورشو توضیح می‌دهد

نصف النهار ورشو لهستانی: południk warszawski یک نصف‌النهار است که از شهر ورشو می‌گذرد و زمان آن با (به انگلیسی: UTC+01:24) نمایش داده می‌شود.
در ۱۸۸۰ یک ستون برای نمایش محل عبور نصف‌النهار در میدان تئاتر ورشو ساخته شد که موقعیت جغرافیایی 52°14’40”N 21°00’42”E را مشخص می‌کند.